# Samea obliteralis
Samea obliteralis là một loài bướm đêm trong họ Crambidae.